# Венецианска комисия
Венецианска комисия, официално Европейска комисия за демокрация чрез право, е консултативен орган по конституционно право, създаден към Съвета на Европа през 1990 г. От 2002 г. в работата на комисията могат да участват и страни извън Съвета на Европа.
Всяка страна-членка назначава в комисията по един експерт (и може да назначи евентуален заместник) за срок от 4 години; експертите трябва да работят като независими специалисти, а не като представители на държавите. По правило, комисията се събира в пълен състав за четири сесии през годината. Сесиите се провеждат във Венеция, откъдето идва и неофициалното име на комисията.
Организационно комисията представлява „частично открито съглашение“ в рамките на СЕ. Това означава, че членовете на СЕ не са задължени да участват в нея, като членството в комисията е открито за трети страни (със съгласието на Комитета на министрите на СЕ); комисията има собствен бюджет, независим от бюджета на СЕ. През 2010 г. членове на комисията са всички 47 държави членки на Съвета на Европа, а също Алжир, Бразилия, Израел, Република Корея, Киргизия, Мароко, Мексико, Перу, Тунис и Чили; асоциирани членове са Беларус, а наблюдатели са Аржентина, Ватикан, Казахстан, Канада, САЩ, Уругвай, Япония; комисията сътрудничи също с Палестинската автономия, Евросъюза и ЮАР.
Председател на комисията е Джани Букикио от Италия. Членове на комисията от страна на Русия са председателят на Конституционния Съд на Руската Федерация Валерий Зоркин, от Украйна – заместник на ръководителя на администрацията на президента Марина Ставнийчук.
Основен обект за работа на комисията са законите и законопроектите на държавите членки, свързани с проблемите на конституционното право, в това число стандартите на изборните процедури, правата на малцинствата и др. Документът може да бъде представен за оценка на комисията от самата заинтересована държава, или от друга държава със съгласието на тази страна, която приема документа, а също Парламентарната асамблея на Съвета на Европа (ПАСЕ). Заключенията на комисията се използват от ПАСЕ под формата на „европейски стандарти“ в областта на демокрацията. Освен това, комисията публикува тематични изследвания върху отделни проблеми, поддържа базата данни CODICES (решения на конституционните съдилища) и VOTA (избирателното право). По въпросите, свързани с изборите комисията си сътрудничи тясно с Бюрото по демократичните институти и правата на човека към Организацията за сигурност и сътрудничество в Европа (ОССЕ).